# Звездобройци
Звездобройците (Uranoscopidae) са семейство актиноптери от разред Uranoscopiformes.
Таксонът е описан за пръв път от Шарл Люсиен Бонапарт през 1832 година.

## Родове
- Astroscopus – Електрически звездобройци
- Genyagnus
- Ichthyscopus
- Kathetostoma
- Pleuroscopus
- Selenoscopus
- Uranoscopus – Обикновени звездобройци
- Xenocephalus